# Sulpicio Galo
(Publio) Sulpicio Galo (en latín: (Publius) Sulpicius Gallus; fl. siglo I a. C.) fue un senador romano que vivió a finales del siglo I a. C. y principios del siglo I, y desarrolló su cursus honorum bajo el reinado de Augusto. Fue cónsul sufecto en el año 4 a. C. junto con Gayo Celio como compañero.

## Orígenes familiares
Sulpicio era un miembro de la gens de origen patricio Sulpicia, y se cree que era un descendiente de Cayo Sulpicio Galo, cónsul de la república romana en el año 166 a. C.

## Carrera política
Aparte de su nombramiento como cónsul sufecto en el año 4 a. C., en sustitución de Lucio Pasieno Rufo, no se sabe nada más de su carrera.

## Familia
Se sabe tuvo al menos un hijo, que también se llamaba Galo Sulpicio, que fue triumvir monetalis en el año 5 a. C.